# Hans Peter Luhn
Hans Peter Luhn (1 de juliol de 1896 – 19 d'agost de 1964) fou un investigador en el camp de la informàtica de l'empresa IBM. Va crear l'algoritme de Luhn. el sistema d'indexació KWIC (en anglès Paraules Clau En context), i la Disseminació Selectiva d'Informació ("SDI"). Les seves invencions han trobat aplicacions en àrees tan diverses com la informàtica, la indústria tèxtil, la lingüística, i les ciències de la informació. Va arribar a obtenir més de 80 patents.

## Vida
Luhn va néixer en Barmen, Alemanya (ara part de Wuppertal) el 1896. Després de completar l'ensenyament secundari, es traslladà a Suïssa per aprendre impressió comercial per poder col·laborar en el negoci familiar. La seva carrera dins la impressió va ser aturada pel seu servei com a agent de comunicacions de l'Exèrcit alemany durant la Primera Guerra Mundial. Després de la guerra, Luhn va entrar en el camp tèxtil, el qual li va permetre dirigir-se cap als Estats Units, on va inventar un mesurador de fil de comptatge, el Lunometer, encara avui dia en el mercat. Des de finals dels anys 20 fins a principis dels 40 va obtenir patents per a una àmplia gamma d'invencions, Luhn va treballar en el tèxtil i com a assessor d'enginyeria independent. Va entrar a la IBM com a enginyer de recerca sènior el 1941, i molt aviat esdevenia director de la divisió de recerca de recuperació de la informació.
La seva introducció al camp de les ciències de la informació i documentació duu la data de 1947 quan se li va oferir treballar en la resolució d'un problema que va arribar a IBM de la mà de James Perry i Malcolm Dyson. Es tractava de buscar els compostos químics enregistrats en forma codificada. Se li va ocòrrer una solució per aquell i altres problemes utilitzant targetes perforades. Sovint va haver de superar les limitacions que tenien les màquines disponibles, però ell no es rendia i ho porvava buscant noves maneres d'utilitzar les màquines. En les albors de l'era de les computadores,la dècada de 1950, el programari va esdevenir el mitjà per superar les limitacions inherents a les màquines de targetes perforades del passat.
Luhn va emprar cada vegada més quantitat de temps en els problemes d'emmagatzematge i recuperació de la informació que havien de fer front les biblioteques i els centres de documentació. Va ser pioner en utilitzar els equips de processament de dades per resoldre aquest tipus de problemes, i va iniciar l'ús de les dades que processen equipament dins resolent aquests problemes. "Luhn fou el primer, o un dels primers, en treballar moltes de les tècniques bàsiques que avui són llocs comuns en les ciències de la informació. "Aquestes tècniques incloïen processament de text complet; funcions hash,aindexació en Paula eslau en context i eu getambé Herbert Marvin Ohlman); coautxndexació; auresums tomàtic as el concepte de disseminació selectiva d'informació (SDI).
Dues de les fites més grans de Luhn són la idea d'un sistema de SDI i el mètode d'indexació KWIC Els sistemes actuals de SDI deuen molt a un article de Luhn de 1958ː A Business Intelligence System. En ell descriu un "mètode automàtic per proporcionar serveis d'informació d'actualitat a científics i enginyers" els quals necessiten un cop de mà per fer front al ràpid creixement de la literatura científica i tècnica després de la guerra. Luhn va ser aparentment qui encunyà el terme intel·ligència empresarial en aquell aticle.
Fou el primer a obtenir el Premi ASIS&T al Mèrit Acadèmic l'any 1964.